# 6228 Yonezawa
A 6228 Yonezawa (ideiglenes jelöléssel 1982 BA) a Naprendszer kisbolygóövében található aszteroida. Furuta Tosimasza fedezte fel 1982. január 17-én.